# Ranau
Ranau is een plaats en gemeente (majlis daerah; district council) in de Maleisische deelstaat Sabah.
De gemeente telt 94.000 inwoners en is de hoofdplaats van het gelijknamige district. Tijdens de Tweede Wereldoorlog was hier een jappenkamp voor krijgsgevangenen gevestigd en na de oorlog werd de plaats bekend vanwege de dodenmarsen van Sandakan; dit waren gedwongen marsen van krijgsgevangenen van het kamp te Sandakan naar dat te Ranau.